# همسایه‌ها (آلبوم)
همسایه‌ها نام اولین آلبوم سیاوش شمس است. این آلبوم در  ۱۸ دی ماه سال ۱۳۶۳ خورشیدی (۸ ژانویه ۱۹۸۵ میلادی) منتشر شد. این آلبوم در سبک پاپ تهیه شده و دارای ۱۰ آهنگ است. این آلبوم بسیار موفق بود و توانست تمام رکوردهای فروش آلبوم‌های ایرانی در آمریکا، کانادا و اروپا را با فروش ۵۰۰،۰۰۰ نسخه‌ای، بزند. شرکت کلتکس رکوردز پخش‌کننده این آلبوم بود.  

## آهنگ‌ها
| نام ترانه                                       | ترانه سرا | آهنگساز | تنظیم      |
| ----------------------------------------------- | --------- | ------- | ---------- |
| مال منی                                         | لیلا کسری | فرخ آهی | فرخ آهی    |
| دختر ایرونی                                     | لیلا کسری | فرخ آهی | فرخ آهی    |
| ناز نکن                                         | لیلا کسری | فرخ آهی | بیژن قادری |
| قهر و آشتی                                      | لیلا کسری | فرخ آهی | فرخ آهی    |
| نگو کیه                                         | لیلا کسری | فرخ آهی | فرخ آهی    |
| هوار هوار ، دریا دریا ، لب کارون ، دختر آبادانی | محلی      | محلی    | فرخ آهی    |
| همسایه‌ها                                        | لیلا کسری | فرخ آهی | فرخ آهی    |
| میکس                                            |           |         |            |